# بطولة أمريكا الجنوبية لألعاب القوى 1919
بطولة أمريكا الجنوبية لألعاب القوى 1919 هي النسخة الأولى من بطولة أمريكا الجنوبية لألعاب القوى. جرت بمشاركة دولتين فقط هما الأوروغواي وتشيلي. أقيمت في مونتفيدو عاصمة الأوروغواي. حلت تشيلي في المركز الأول في جدول الميداليات برصيد 33 ميدالية بينما حققت الأورغواي 23 ميدالية.

## جدول الميداليات
| الترتيب | منتخب    | ذهبية | فضية | برونزية | المجموع |
| ------- | -------- | ----- | ---- | ------- | ------- |
| 1       | تشيلي    | 11    | 11   | 11      | 33      |
| 2       | أوروغواي | 8     | 8    | 7       | 23      |